# Női könnyűsúlyú kétpárevezős a 2004. évi nyári olimpiai játékokon
A 2004. évi nyári olimpiai játékokon evezésben a női könnyűsúlyú kétpárevezős versenyszámot augusztus 15. és augusztus 22. között rendezték a Szkíniasz evezős és kajak‑kenu központban. A versenyt a Constanța Burcică-Pipotă, Angela Tamaş-Alupei összeállítású román páros nyerte a német és a holland egység előtt. A Stift Edit, Remsei Mónika összeállítású magyar egység a C-döntőben 3. lett, így összesítésben a 15. helyen zárt.

## Versenynaptár
Az időpontok helyi idő szerint, zárójelben magyar idő szerint olvashatóak.
| Dátum                          | Időpont       | Forduló       |
| ------------------------------ | ------------- | ------------- |
| 2004. augusztus 15., vasárnap  | 8:30 (7:30)   | Előfutamok    |
| 2004. augusztus 17., kedd      | 16:00 (15:00) | Reményfutamok |
| 2004. augusztus 19., csütörtök | 8:30 (7:30)   | Elődöntők     |
| 2004. augusztus 21., szombat   | 11:10 (10:10) | B-döntő       |
| 2004. augusztus 21., szombat   | 12:10 (11:10) | C-döntő       |
| 2012. augusztus 22., vasárnap  | 8:30 (7:30)   | A-döntő       |

## Rekordok
A verseny előtt a következő rekordok voltak érvényben:
| Világrekord | Lene Andersson · Berit Christorfersen (DEN) | 6.50,63 | Koppenhága, Dánia | 1995. |

A versenyen új rekord született:
| Olimpiai rekord | Constanța Burcică-Pipotă · Angela Tamaş-Alupei (ROU) | 6:50,64 | Athén, Görögország | 2004. augusztus 15. |
| Világrekord     | Sally Newmarch · Amber Halliday (AUS)                | 6:49,90 | Athén, Görögország | 2004. augusztus 15. |

## Eredmények
Az idők másodpercben értendők.
A rövidítések jelentése a következő:
- QS: Elődöntőbe jutás helyezés alapján
- QC: C-döntőbe jutás helyezés alapján
- QB: B-döntőbe jutás helyezés alapján
- QA: A-döntőbe jutás helyezés alapján
- OR: Olimpiai rekord

### Előfutamok
Három előfutamot rendeztek, hat-hat hajóval. Az első helyezett bejutott a elődöntőbe, a többiek a reményfutamba kerültek.
| Helyezés | Nemzet                                                        | Idő      | Mj       |
| 1. futam | 1. futam                                                      | 1. futam | 1. futam |
| -------- | ------------------------------------------------------------- | -------- | -------- |
| 1.       | Románia (ROU) · Constanța Burcică-Pipotă, Angela Tamaş-Alupei | 6:50.64  | QS, OR   |
| 2.       | Lengyelország (POL) · Magdalena Kemnitz, Ilona Mokronowska    | 6:51,46  |          |
| 3.       | Spanyolország (ESP) · Teresa Mas, Eva Mirones                 | 7:02,33  |          |
| 4.       | Görögország (GRE) · María Szakelarídu, Hrísza Biszkidzí       | 7:05,52  |          |
| 5.       | Japán (JPN) · Ucsijama Kahori, Ivamoto Akiko                  | 7:14,04  |          |
| 6.       | Vietnám (VIE) · Hiền Phạm Thị, Nguyễn Thị Thị                 | 7:42,43  |          |
| 2. futam |                                                               |          |          |
| 1.       | Németország (GER) · Daniela Reimer, Claudia Blasberg          | 6:52,47  | QS       |
| 2.       | Kína (CHN) · Hszü Tung-hsziang, Li Csien                      | 6:54,66  |          |
| 3.       | Hollandia (NED) · Kirsten van der Kolk, Marit van Eupen       | 7:00,46  |          |
| 4.       | Egyesült Államok (USA) · Lisa Schlenker, Stacey Borgman       | 7:04,01  |          |
| 5.       | Magyarország (HUN) · Stift Edit, Remsei Mónika                | 7:12,79  |          |
| 6.       | Mexikó (MEX) · Gabriela Huerta, Aline Olvera                  | 7:18,16  |          |

| Helyezés | Nemzet                                              | Idő      | Mj       |
| 3. futam | 3. futam                                            | 3. futam | 3. futam |
| -------- | --------------------------------------------------- | -------- | -------- |
| 1.       | Ausztrália (AUS) · Sally Newmarch, Amber Halliday   | 6:49,90  | QS, OR   |
| 2.       | Kanada (CAN) · Mara Jones, Fiona Milne              | 6:53,47  |          |
| 3.       | Dánia (DEN) · Juliane Rasmussen, Johanne Thomsen    | 6:56,62  |          |
| 4.       | Nagy-Britannia (GBR) · Helen Casey, Tracy Langlands | 6:59,19  |          |
| 5.       | Kuba (CUB) · Dailin Taset, Ismaray Marrero          | 7:18,35  |          |
| 6.       | Argentína (ARG) · Milka Kraljev, Lucía Palermo      | 7:25,11  |          |

### Reményfutamok
Három reményfutamot rendeztek, öt-öt részvevővel. Az első három helyezett az elődöntőbe jutott, a többiek a C-döntőbe kerültek.
| Helyezés | Nemzet                                                     | Idő      | Mj       |
| 1. futam | 1. futam                                                   | 1. futam | 1. futam |
| -------- | ---------------------------------------------------------- | -------- | -------- |
| 1.       | Kína (CHN) · Hszü Tung-hsziang, Li Csien                   | 6:54,48  | QS       |
| 2.       | Nagy-Britannia (GBR) · Helen Casey, Tracy Langlands        | 6:59,63  | QS       |
| 3.       | Spanyolország (ESP) · Teresa Mas, Eva Mirones              | 7:02,91  | QS       |
| 4.       | Magyarország (HUN) · Stift Edit, Remsei Mónika             | 7:07,69  | QC       |
| 5.       | Vietnám (VIE) · Hiền Phạm Thị, Nguyễn Thị Thị              | 7:35,29  | QC       |
| 2. futam |                                                            |          |          |
| 1.       | Lengyelország (POL) · Magdalena Kemnitz, Ilona Mokronowska | 6:53,74  | QS       |
| 2.       | Egyesült Államok (USA) · Lisa Schlenker, Stacey Borgman    | 6:54,12  | QS       |
| 3.       | Dánia (DEN) · Juliane Rasmussen, Johanne Thomsen           | 6:57,84  | QS       |
| 4.       | Japán (JPN) · Ucsijama Kahori, Ivamoto Akiko               | 7:07,07  | QC       |
| 5.       | Argentína (ARG) · Milka Kraljev, Lucía Palermo             | 7:23,22  | QC       |

| Helyezés | Nemzet                                                  | Idő      | Mj       |
| 3. futam | 3. futam                                                | 3. futam | 3. futam |
| -------- | ------------------------------------------------------- | -------- | -------- |
| 1.       | Hollandia (NED) · Kirsten van der Kolk, Marit van Eupen | 6:52,53  | QS       |
| 2.       | Kanada (CAN) · Mara Jones, Fiona Milne                  | 6:54,04  | QS       |
| 3.       | Görögország (GRE) · María Szakelarídu, Hrísza Biszkidzí | 7:04,98  | QS       |
| 4.       | Kuba (CUB) · Dailin Taset, Ismaray Marrero              | 7:14,01  | QC       |
| 5.       | Mexikó (MEX) · Gabriela Huerta, Aline Olvera            | 7:23,07  | QC       |

### Elődöntők
Két elődöntőt rendeztek, hat-hat részvevővel. Az első három helyezett bejutott az A-döntőbe, a többiek a B-döntőbe kerültek.
| Helyezés | Nemzet                                                         | Idő      | Mj       |
| 1. futam | 1. futam                                                       | 1. futam | 1. futam |
| -------- | -------------------------------------------------------------- | -------- | -------- |
| 1.       | Románia (ROU) · Constanța Burcică-Pipotăă, Angela Tamaş-Alupei | 6:51,84  | QA       |
| 2.       | Hollandia (NED) · Kirsten van der Kolk, Marit van Eupen        | 6:53,10  | QA       |
| 3.       | Németország (GER) · Daniela Reimer, Claudia Blasberg           | 6:53,43  | QA       |
| 4.       | Egyesült Államok (USA) · Lisa Schlenker, Stacey Borgman        | 6:54,16  | QB       |
| 5.       | Nagy-Britannia (GBR) · Helen Casey, Tracy Langlands            | 6:59,23  | QB       |
| 6.       | Görögország (GRE) · María Szakelarídu, Hrísza Biszkidzí        | 7:15,45  | QB       |

| Helyezés | Nemzet                                                     | Idő      | Mj       |
| 2. futam | 2. futam                                                   | 2. futam | 2. futam |
| -------- | ---------------------------------------------------------- | -------- | -------- |
| 1.       | Ausztrália (AUS) · Sally Newmarch, Amber Halliday          | 6:54,01  | QA       |
| 2.       | Lengyelország (POL) · Magdalena Kemnitz, Ilona Mokronowska | 6:54,49  | QA       |
| 3.       | Kína (CHN) · Hszü Tung-hsziang, Li Csien                   | 6:55,66  | QA       |
| 4.       | Kanada (CAN) · Mara Jones, Fiona Milne                     | 6:56,64  | QB       |
| 5.       | Dánia (DEN) · Juliane Rasmussen, Johanne Thomsen           | 7:01,98  | QB       |
| 6.       | Spanyolország (ESP) · Teresa Mas, Eva Mirones              | 7:09,21  | QB       |

### Döntők

#### C-döntő
A C-döntőt hat egységgel rendezték, a reményfutamok 4-5. helyezettjeivel.
| Helyezés (Összesített) | Nemzet                                         | Idő     |
| ---------------------- | ---------------------------------------------- | ------- |
| 1. (13.)               | Japán (JPN) · Ucsijama Kahori, Ivamoto Akiko   | 7:37,46 |
| 2. (14.)               | Kuba (CUB) · Dailin Taset, Ismaray Marrero     | 7:42,20 |
| 3. (15.)               | Magyarország (HUN) · Stift Edit, Remsei Mónika | 7:45,05 |
| 4. (16.)               | Mexikó (MEX) · Gabriela Huerta, Aline Olvera   | 7:48,02 |
| 5. (17.)               | Argentína (ARG) · Milka Kraljev, Lucía Palermo | 7:54,32 |
| 6. (18.)               | Vietnám (VIE) · Hiền Phạm Thị, Nguyễn Thị Thị  | 8:14,80 |

#### B-döntő
A B-döntőt hat egységgel rendezték, az elődöntők 4-6. helyezettjeivel.
| Helyezés (Összesített) | Nemzet                                                  | Idő     |
| ---------------------- | ------------------------------------------------------- | ------- |
| 1. (7.)                | Egyesült Államok (USA) · Lisa Schlenker, Stacey Borgman | 7:23,40 |
| 2. (8.)                | Kanada (CAN) · Mara Jones, Fiona Milne                  | 7:26,07 |
| 3. (9.)                | Nagy-Britannia (GBR) · Helen Casey, Tracy Langlands     | 7:29,12 |
| 4. (10.)               | Dánia (DEN) · Juliane Rasmussen, Johanne Thomsen        | 7:32,58 |
| 5. (11.)               | Spanyolország (ESP) · Teresa Mas, Eva Mirones           | 7:41,23 |
| 6. (12.)               | Görögország (GRE) · María Szakelarídu, Hrísza Biszkidzí | 7:48,42 |

#### A-döntő
Az A-döntőt hat egységgel rendezték, az elődöntők 1-3. helyezettjeivel.
| Helyezés | Nemzet                                                        | Idő     |
| -------- | ------------------------------------------------------------- | ------- |
| Arany    | Románia (ROU) · Constanța Burcică-Pipotă, Angela Tamaş-Alupei | 6:56,05 |
| Ezüst    | Németország (GER) · Daniela Reimer, Claudia Blasberg          | 6:57,33 |
| Bronz    | Hollandia (NED) · Kirsten van der Kolk, Marit van Eupen       | 6:58,54 |
| 4.       | Ausztrália (AUS) · Sally Newmarch, Amber Halliday             | 6:59,91 |
| 5.       | Kína (CHN) · Hszü Tung-hsziang, Li Csien                      | 7:02,05 |
| 6.       | Lengyelország (POL) · Magdalena Kemnitz, Ilona Mokronowska    | 7:04,48 |